# Marót Károly

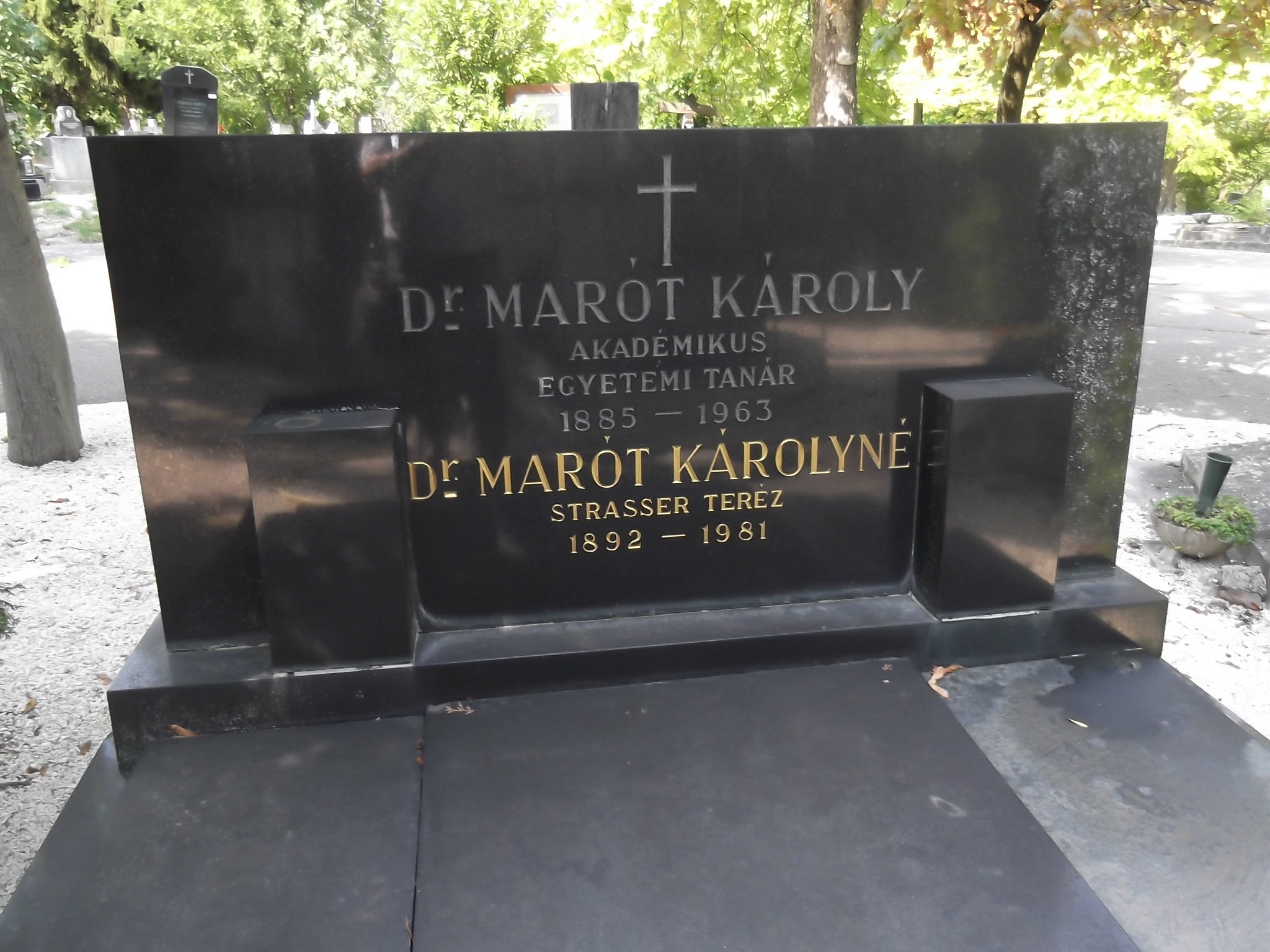
Sírja a Farkasréti temetőben

Marót Károly, született Kronstein Károly (Arad, 1885. március 2. – Budapest, 1963. október 27.) klasszika-filológus, egyetemi tanár, a Magyar Tudományos Akadémia tagja (levelező: 1945, rendes: 1956), Kossuth-díjas (1961).
Kutatási területe: A görög eposz kora és etnográfiai vonatkozásai. Vallástörténet.

## Életpályája
Kronstein Dániel és Hubert Karolina (1867–1945) gyermekeként született. A Budapesti Tudományegyetemen végezte felsőfokú tanulmányait görög-latin szakon, s az egyetemi doktorátusát már 1907-ben megszerezte. 1908-ban kézhez kapta középiskolai tanári oklevelét is. Vidékre ment középiskolai tanári beosztásba. 1917-ben a Kolozsvári Magyar Királyi Ferenc József Tudományegyetemen Görög folklore és vallástörténet témakörből egyetemi magántanárrá habilitálták. Latin és görög nyelvet tanított 1921–1922-ben aIII. kerületi magyar királyi állami Árpád főgimnáziumban. 1924-től a középiskolai tanári tevékenység mellett a szegedi Ferenc József Tudományegyetemen a Klasszika-Filológiai Intézetben is tanított, sőt az 1930-as években a tanszékre rendelték szolgálattételre. Néhány rövidebb tanulmányutat is tett ebben az időszakban Nyugat-Európában, Svédországban (1929) és Franciaországban (1937).
A rasszista üldöztetés elől a második világháború utolsó éveiben bujkálnia kellett, de mihelyt Szegedet 1944 októberében elfoglalták a szovjet csapatok, Marót is hamarosan visszatért, s megkezdte a tanszék újraindítását. 1946 januárjában nyilvános rendes tanárrá nevezték ki. Az 1945/46-os tanévre őt bízták meg a Klasszika-Filológiai Tanszék vezetésével, s megválasztották prodékánnak. 1947. augusztus 27-én a budapesti egyetemre távozott, ahol a Klasszika-Filológia Tanszéken professzori állást kapott, majd tanszékvezető volt 1962. júliusi nyugdíjazásáig. Pesti működése idején is tett néhány rövidebb tanulmányutat Nyugat-Európába, Belgiumba (1948) és Olaszországba (1955, 1958).
1958-tól elnöke volt az Ókortudományi Társaságnak. Nagy irodalmi működést fejtett ki. Tanulmányainak többsége a görög eposz korát és etnográfiai vonatkozásait tárgyalja.

## Munkássága
Kutatásainak középpontjába a homéroszi eposzokat állította. "Ezek számos sajátosságát egy olyan egyénileg kimunkált költészetelmélet keretébe ágyazta, amely az angol etnológiai-antropológiai iskola (főleg J. G. Frazer The Golden Bough-ja) és a mélylélektan ösztönvizsgálatai tanulságaira támaszkodott, s a görög naiv eposzok alakulásának társadalmi gyökerét keresve egy új terminus, a 'közköltészet' bevezetését javasolta. Oktatóként is rendkívüli igényesség jellemezte Marót Károlyt."

## Művei

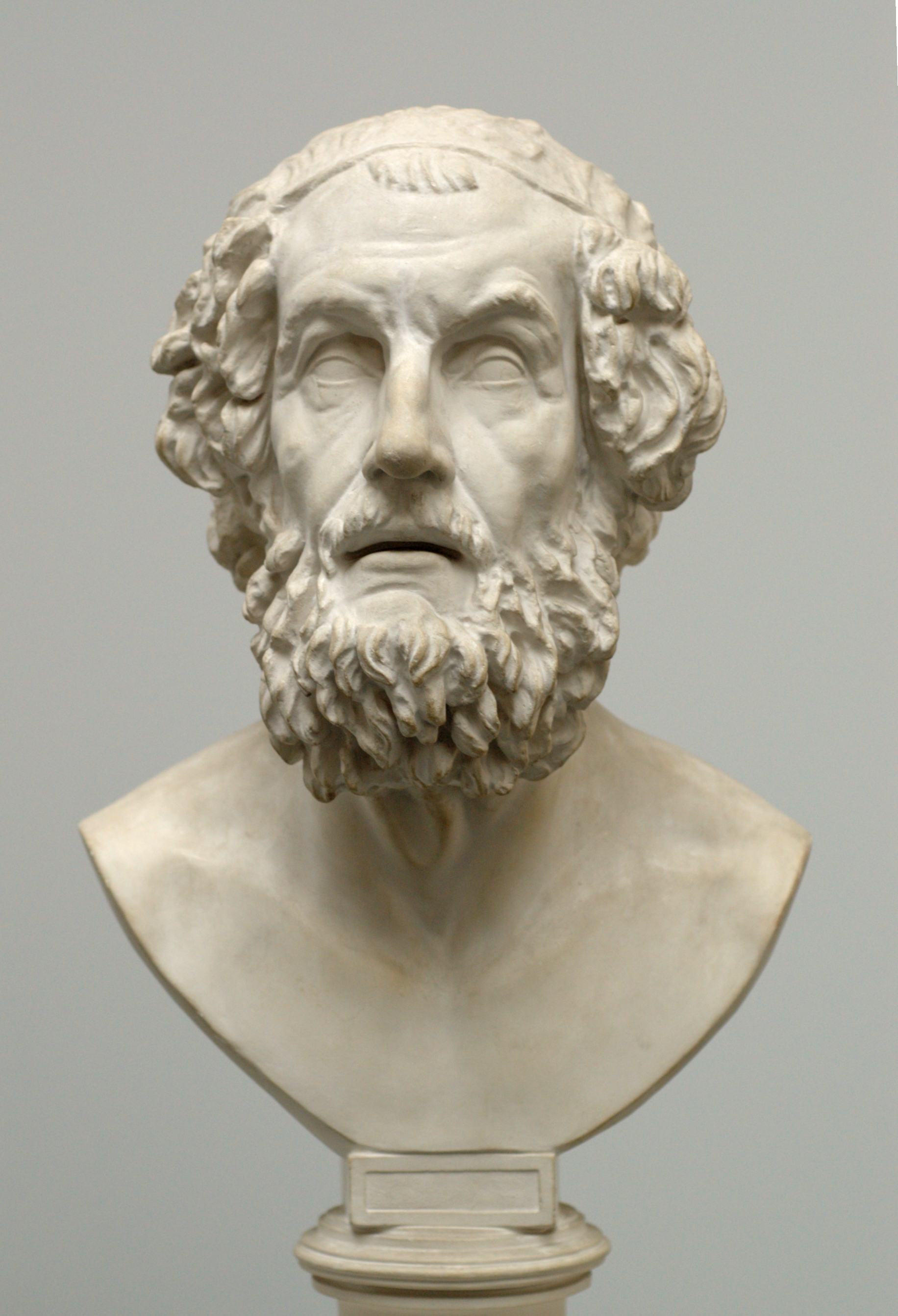
Ὅμηρος Homérosz

- Fejezetek a Homeros kérdéshez (Budapest, 1907)
- A vallás egyénlélektani gyökerei (Budapest, 1919)
- Homeros harcleírásai és az epikus műfaj kialakulása (Szeged, 1926)
- Goethe görögsége (Szeged, 1932)
- Hornyánszky Gyula (Budapest, 1934)
- Faj- és fejlődés az ethnológiában (1936)
- Szent Iván Napja. In: Ethnographia-Népélet, 1939, 254—296 11.
- Rítus és Ünnep. In: Ethnographia-Népélet, 1940, 143—187 11.
- A magyar néprajzkutatás feladatai. In: Ethnographia-Népélet, 1940, 273—308. 11.
- A magyar "Szent Iván" tanítása. In: Szellem és Élet 4. évf. 4. szám (1941. június) A fentiek előadásként hangzottak el a Budapesti Philologiai Társaság 1940. dec. 18-i felolvasó ülésén.
- Homeros „a legrégibb és legjobb” (Budapest, 1948)
- A népköltészet elmélete és magyar problémái (Budapest, 1949)
- A görög irodalom kezdetei (Budapest, 1956, német: 1960)
- Az epopeia helye a hősi epikában (Budapest, 1964)

## Tudományos tisztségei
- MTA Klasszika-filológia Bizottság, tag
- Int. Association for the History of Religions, végrehajtó bizottsági tag, magyar nemzeti bizottság elnöke

## Társasági tagságai
- Ókortudományi Társaság, elnök, 1958-
- Philológiai Társaság, választmányi tag
- Magyar Néprajzi Társaság, választmányi tag
- Dugonics Társaság, tag

## Díjai, elismerései
- Munkaérdemrend (két alkalommal)
- Kossuth-díj (1961)